# The Interplanetary Mission
The Interplanetery Mission is het tweede studioalbum van de band Proxyon, uitgebracht in 1992 door Michiel van Eijk en Rob van Eijk. De inhoud van de schijf zijn alle nummers gepubliceerd op het eerste studioalbum Proxyon plus drie nieuwe nummers: Space Force, Mission Alpha en Beyond the Future.

## Tracklist
1. Space Force (Michiel van der Kuy) 05:54
2. Mission Alpha (Michiel van der Kuy) 04:41
3. Space Guards (Michiel van Eijk) 06:45
4. Space Travellers (Michiel van Eijk) 05:20
5. Space Hopper (Rob van Eijk) 06:18
6. Space Fly (Didier Marouaniego) 06:40
7. Space Warriors (Rob van Eijk) 05:05
8. Space Hopper (Space Dub) (Rob van Eijk) 07:19
9. Beyond the Future (Michiel van der Kuy) 04:56

## Singles
Proxyon heeft ook het nummer Space Force op een single gezet. Ze hebben twee versies van Space Force geproduceerd: een originele versie en een space-versie. Op het verzamelalbum Space Intermission hebben ze de originele versie op de cd gezet.
1. Magic Space Fly (1990)
2. Space Force (1991)